# 리스 웨이크필드
리스 웨이크필드(Rhys Wakefield, 1988년 11월 20일 ~ )는 오스트레일리아의 배우이다.

## 출연 작품
- 블리스 (2019)
- 아메리칸 펫츠 (2018)
- 페인트 잇 블랙 (2016)
- 카드보드 복서 (2016)
- 에코스 오브 워 (2015)
- 엔들리스 러브 (2014)
- 리타 (2013)
- 플러스 원 (2013)
- 더 퍼지 (2013)
- 노바디 웍스 (2012)
- 생텀 (2010)
- 브로큰 힐 (2009, Broken Hill)
- 검은 풍선 (2008)
- 탭탭탭 (2000)

### 텔레비전
- 홈 앤 어웨이 (2005-08)